# Mesoleius granulosus
Mesoleius granulosus là một loài tò vò trong họ Ichneumonidae.